# Ешланд (Мисури)
Ешланд (енгл. Ashland) град је у америчкој савезној држави Мисури.

## Демографија
По попису из 2010. године број становника је 3.707, што је 1.838 (98,3%) становника више него 2000. године.
| Група             | 2000.         | 2010.         |
| Белци             | 1.809 (96,8%) | 3.546 (95,7%) |
| Афроамериканци    | 8 (0,4%)      | 29 (0,8%)     |
| Азијати           | 8 (0,4%)      | 19 (0,5%)     |
| Хиспаноамериканци | 25 (1,3%)     | 54 (1,5%)     |
| Укупно            | 1.869         | 3.707         |